# Port lotniczy Dundee
Port lotniczy Dundee (IATA: DND, ICAO: EGPN) – port lotniczy położony 3 km od centrum Dundee, w Szkocji. Obsługuje Połączenia Regionalne.

## Kierunki lotów i linie lotnicze
| Linia lotnicza | Kierunek                                   |
| -------------- | ------------------------------------------ |
| Loganair       | 1. Kirkwall 2. Londyn-Heathrow 3. Sumburgh |